# 韋塞萊 (科梅舒瓦哈市鎮)
47°45′34″N 35°39′57″E / 47.75944°N 35.66583°E
韋塞萊（烏克蘭語：Веселе），是位於烏克蘭東南部的村莊，由扎波羅熱州扎波羅熱區科梅舒瓦哈市镇負責管轄，面積0.48平方公里，海拔高度105米，2001年人口50，人口密度每平方公里104.2人。